# Округ Персон (Северна Каролина)
Персон (енгл. Person County) је округ у америчкој савезној држави Северна Каролина.

## Демографија
По попису из 2010. године број становника је 39.464, што је 3.841 (10,8%) становника више него 2000. године.
| Група             | 2000.          | 2010.          |
| Белци             | 24.277 (68,1%) | 26.354 (66,8%) |
| Афроамериканци    | 10.049 (28,2%) | 10.646 (27,0%) |
| Азијати           | 53 (0,1%)      | 116 (0,3%)     |
| Хиспаноамериканци | 746 (2,1%)     | 1.593 (4,0%)   |
| Укупно            | 35.623         | 39.464         |